# Lucius Cornelius Sulla
Lucius Cornelius Sulla Felix (khoảng 138 TCN - 78 TCN), gọi ngắn gọn là Sulla hay Sylla (theo tiếng Pháp), là một vị tướng và chính khách La Mã. Ông đã có sự khác biệt hiếm hoi khi hai lần nắm giữ chức chấp chính quan rồi thành quan độc tài. Ông là một trong những con người vĩ đại nhất của lịch sử La Mã, bao gồm trong những bộ sưu tập tiểu sử của các tướng lãnh hàng đầu và các chính trị gia, nguồn gốc từ tiểu sử tóm tắt của người La Mã nổi tiếng, được xuất bản bởi Marcus Terentius Varro. Trong tác phẩm của Plutarch, tác phẩm nổi tiếng - Tiểu sử sóng đôi, Sulla là cặp đôi với tướng Spartan và chiến lược gia là Lysander.
Chế độ độc tài của Sulla là đỉnh cao trong cuộc đấu tranh giữa phe bình dân và quý tộc, phe thủ cựu tìm cách duy trì sức mạnh của các đầu sỏ chính trị theo hình thức của viện nguyên lão. Sulla là một vị tướng có nguồn gốc cao quý và tài năng, không bao giờ thua đi một trận chiến, ông vẫn là người duy nhất trong lịch sử đã tấn công và chiếm đóng cả Athens và Rome. Đối thủ của ông, Gnaeus Papirius Carbo, mô tả Sulla là có sự xảo quyệt của một con cáo và lòng can đảm của một con sư tử.
Sulla sử dụng quân đội của mình để tiến vào Rome hai lần, và sau lần thứ hai ông khôi phục lại các văn phòng của nhà độc tài, mà đã không được sử dụng kể từ khi Chiến tranh Punic lần thứ hai hơn một thế kỷ trước. Ông đã sử dụng quyền hạn của mình để ban hành một loạt các cải cách hiến pháp La Mã, có nghĩa là để khôi phục lại sự cân bằng quyền lực giữa viện nguyên lão và các quan bảo dân; ông làm chấn động thế giới La Mã (và con cháu) khi từ chức chế độ độc tài, khôi phục lại chính phủ hợp hiến bình thường, và sau nhiệm kì chấp chính quan thứ hai của mình, nghỉ hưu lui về cuộc sống riêng tư.

## Bắt giữ Jugurtha
Năm 107 TCN, Sulla đã được đề cử làm quan coi quốc khố để thay cho Gaius Marius, người đã được bầu làm chấp chính cho năm đó. Marius đã nắm quyền kiểm soát của quân đội La Mã trong cuộc chiến chống lại vua Jugurtha của Numidia ở miền bắc châu Phi.
Chiến tranh Jugurthine đã bắt đầu trong năm 112 TCN, nhưng quân đội La Mã dưới quyền Quintus Caecilius Metellus đã không thành công. Gaius Marius, dưới quyền của Metellus, nhìn thấy một cơ hội để chiếm đoạt chỉ huy của ông ta và tung tin đồn về  sự bất tài và chậm trễ cho các publicani  (nhân viên thu thuế) trong khu vực. 

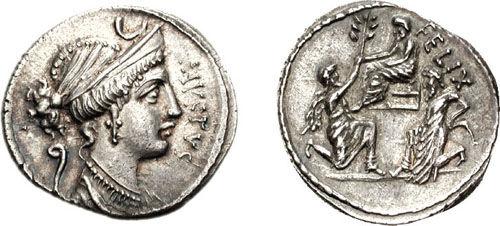
Sulla Capturing Jugurtha

Dưới quyền Marius, các lực lượng La Mã theo sau một kế hoạch tương tự như dưới Metellus và cuối cùng đánh bại người Numidian trong năm 106 TCN, nhờ một phần lớn từ việc Sulla bắt được vua Numidia. Ông đã thuyết phục vua Bocchus của Mauretania, một vương quốc lân cận, phản bội Jugurtha, người đã bỏ chạy tới Mauretania tị nạn. Đó là một hành động mạo hiểm đầu tiên, với việc vua Bocchus đã cân nhắc những lợi thế của việc giao Jugurtha cho Sulla hoặc Sulla cho Jugurtha

## Người Cimbri và người Teutones

Luồng di cư của tộc Cimbri và Teutones.
Thất bại của Cimbri và Teutons.
Chiến thắng của Cimbri và Teutons.

Năm 104 trước Công nguyên, liên minh di dân người Đức-Celtic do người Cimbri và Teutones lãnh đạo dường như đã đi theo hướng đến Ý. Vì Marius là vị tướng giỏi nhất mà Rome có lúc này, viện nguyên lão cho phép ông ta dẫn đầu chiến dịch chống lại họ. Sulla phục vụ trong ban tham mưu của Marius với chức tribunus militum trong nửa đầu của chiến dịch này. Cuối cùng, cùng với một đồng nghiệp của ông ta, tổng đốc Quintus Lutatius Catulus, lực lượng của Marius đã phải đối mặt với các bộ lạc của đối phương trong trận Vercellae vào năm 101 trước Công nguyên. Sulla vào thời gian này đã chuyển tới quân đội của Catulus để phục vụ như là legatus của ông ta, và được ghi như là động lực chính trong sự thất bại của các bộ lạc (Catulus là một vị tướng không có gì đáng hy vọng và hoàn toàn không có khả năng hợp tác với Marius). Nhờ chiến thắng tại Vercellae, Marius và Catulus đã được ban thưởng một cuộc diễu binh chiến thắng vì là các vị tướng cùng chỉ huy.

## Tổng đốc Cilicia
Trở về Rome, Sulla giữ chức Praetor urbanus vào năm 97 TCN . Năm sau đó, ông được bổ nhiệm làm tổng đốc tỉnh Cilicia (ở Anatolia). Trong khi ở phía Đông, Sulla đã trở thành vị thẩm phán La Mã đầu tiên gặp mặt một sứ thần người Parthia, Orobazus, và bằng cách chiếm lấy ghế ngồi giữa viên sứ thần Parthia và vị sứ thần đến từ Pontus (chỗ ngồi trung tâm là vị trí danh dự), ông đã định đoạt, có lẽ vô tình, số phận của vị sứ thần Parthia. Orobazus đã bị hành quyết ngay khi trở về Parthia. Cũng tại cuộc họp này, ông đã được một nhà tiên tri người Chaldean tiên đoán rằng ông sẽ qua đời ở đỉnh cao của sự nổi tiếng và sự giàu có của ông. Lời tiên tri này là có một sự ảnh hưởng mạnh mẽ đối với Sulla trong suốt cuộc đời của ông. Năm 96 TCN Sulla đã đẩy lùi Tigranes Đại Đế của Armenia từ Cappadocia. Sau đó vào năm 96 TCN Sulla rời phương Đông và quay trở lại Rome, nơi ông tự mình đứng về phe Optimates đối lập với Gaius Marius.

## Cuộc chiến tranh Đồng Minh
Cuộc Chiến tranh Đồng Minh (91-88 trước Công nguyên) là kết quả từ sự không khoan nhượng của Roma liên quan đến các quyền tự do công dân của phe Socii, những đồng minh Ý của Rome. Thể chế Socii là một thực thể riêng biệt của người Latin, tất cả những người vẫn trung thành với Rome trừ Venusia. Phe Socii vốn là những kẻ thù lâu đời của Rome mà đã quy phục (chẳng hạn như người Samnite) trong khi người Latin là những đồng minh lâu đời của Roma, do đó người Latin được tôn trọng hơn và được đối xử tốt hơn 